# 조셉 르두
조셉 E. 르두(Joseph E. LeDoux 1949년 12월 7일 ~)는 미국 신경과학자이며 연구는 주로 두려움과 불안과 같은 감정에 대한 영향을 포함하여 생존 회로에 초점을 맞추고 있다.  조셉 르두(Joseph LeDoux)는 뉴욕 대학(NYU)의 헨리&루시모세(Henry and Lucy Moses) 과학 교수이자 NYU와 뉴욕주 사이의 공동 연구 기관인 NYU와 뉴욕주 오렌지 버그에 있는 네이선 클라인 정신 연구소의 공동 연구 기관인 정서 뇌 연구소(Emotional Brain Institute)의 이사이다. 그는 또한 아미그달로이즈(The Amygdaloids)밴드의 리드 싱어이자 작곡가이기도 하다.

## 같이 보기
- 편도체